# 真福寺 (江戸川区)
真福寺（しんぷくじ）は、東京都江戸川区にある真言宗豊山派の寺院。

## 概要
1451年（宝徳3年）、乗善によって開山された。その後、覚誉によって中興された。旧本山は善養寺。
明治時代初期に熊野神社の近くにあった「観音寺」を合併した。
墓地には、現在の江戸川区に相当する地域出身で最初の衆議院議員となった橋本省吾の墓がある。

## 文化財
- 法印中阿筆子塚 - 江戸川区登録有形文化財・歴史資料、平成12年2月22日告示[1]
  - 法印中阿は真福寺第10世住職[1]。

## 交通アクセス
- 葛西駅より徒歩27分（経路案内）。

## 関連文献
- 「下今井村 熊野社/真福寺/観音寺」『新編武蔵風土記稿』 巻ノ29葛飾郡ノ10、内務省地理局、1884年6月。NDLJP:763979/67。